# Остерија дел Соле (Парма)
Остерија дел Соле је насеље у Италији у округу Парма, региону Емилија-Ромања.
Према процени из 2011. у насељу је живело 23 становника. Насеље се налази на надморској висини од 129 м.